# Бидгощський трамвай
Трамваї у Бидгощі обслуговуються ТзОВ «Міське транспортне підприємство Бидгоща» (пол. Miejskie Zakłady Komunikacyjne Sp. z o.o. w Bydgoszczy), а адміністратором є Управління Міських Доріг та Громадського транспорту Бидгоща (пол. Zarząd Dróg Miejskich i Komunikacji Publicznej w Bydgoszczy); курсують на 8 маршрутах загальною довжиною 65,6 км (разом з депо — 71,5 км). Переважна більшість трамвайних ліній складається з подвійного полотна (єдиною одноколійною лінією є дистанція вздовж вул. Накєльської (пол. Nakielska) до розворотного кільця Вільчак (пол. pętla Wilczak)). Маршрути обслуговуються 52-ма трамвайними поїздами, у складі 99 вагонів.

## Маршрути
- №1 Лісовий парк культури та відпочинку (Ліс Гданський) - Вільчак;
- №2 Лісовий парк культури та відпочинку (Ліс Гданський) - Куявське кільце;
- №3 Лицарська - Вільчак
- №4 Бєляви - Глінки
- №5 Лицарська - Глінки
- №6 Бєляви - Ленгново
- №7 Вишцігова - Капушціська
- №8 Вільчак - Капушціська

## Рухомий склад
| Фото      | Модель                 | Рік випуску                 | Кількість |
| Сучасні   | Сучасні                | Сучасні                     | Сучасні   |
| --------- | ---------------------- | --------------------------- | --------- |
|           | Konstal 805Na          | 1980                        | 98        |
|           | Konstal 805Nm + 805NMD | 2003 (модернізація)         | 1+1       |
|           | PESA 122N              | 2008                        | 2         |
|           | Pesa 121NaB            | 2015 - 2016                 | 12        |
|           | Pesa 122NaB            | 2018 - 2019                 | 6         |
| Разом     | Разом                  | Разом                       | 135       |
| Історичні |                        |                             |           |
|           | Herbrand VNB-125       | 1886 ( ремонт 2011 - 2012 ) | 1         |
|           | Herbrand GE-58         | 1898 ( ремонт 1986-1988 )   | 1         |
|           | Konstal 5N             | 1960                        | 1+1       |
|           | Konstal 803N           | 1974                        | 1         |
| Разом     | Разом                  | Разом                       | 5         |